# 덕유산
덕유산(德裕山)은 대한민국 전북특별자치도 무주군·장수군과 경상남도 거창군 ·함양군에 걸쳐 있는 높이 1,614m의 산이다. 1975년 2월 1일, 10번째로 국립공원에 지정되었다.
덕유산의 깃대종에는 한국의 특산 동 · 식물인 구상나무, 금강모치가 있다.

## 사진

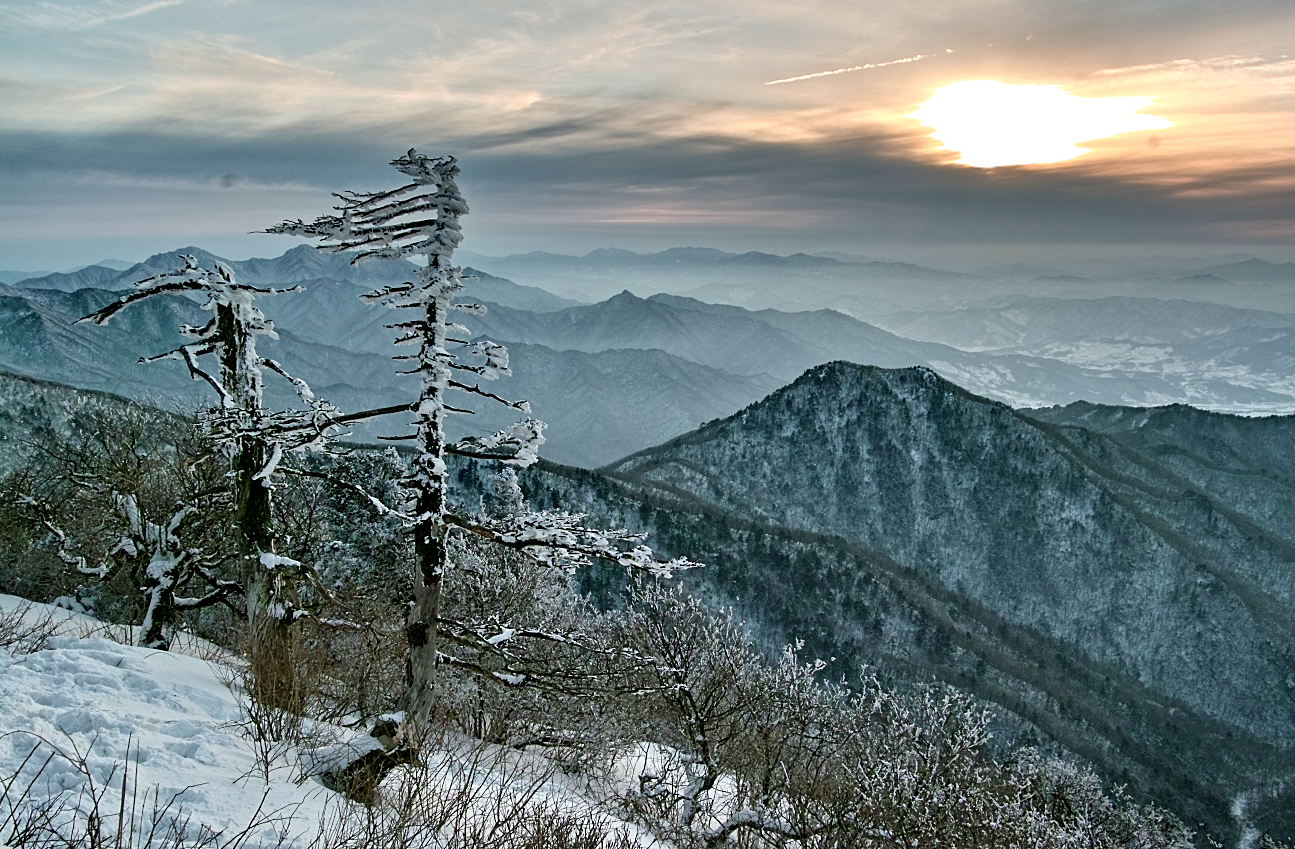
겨울의 덕유산
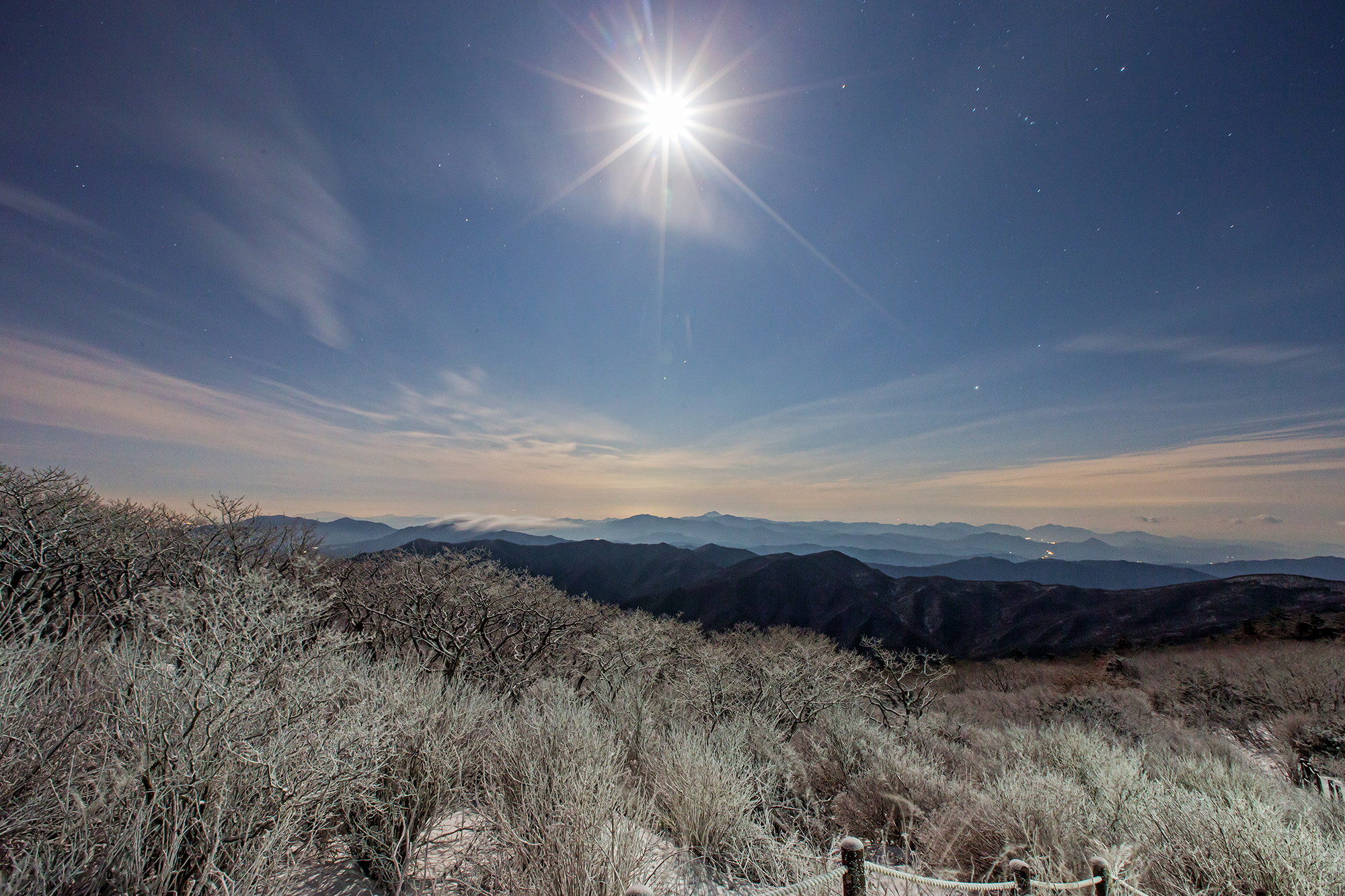
덕유산의 겨울밤
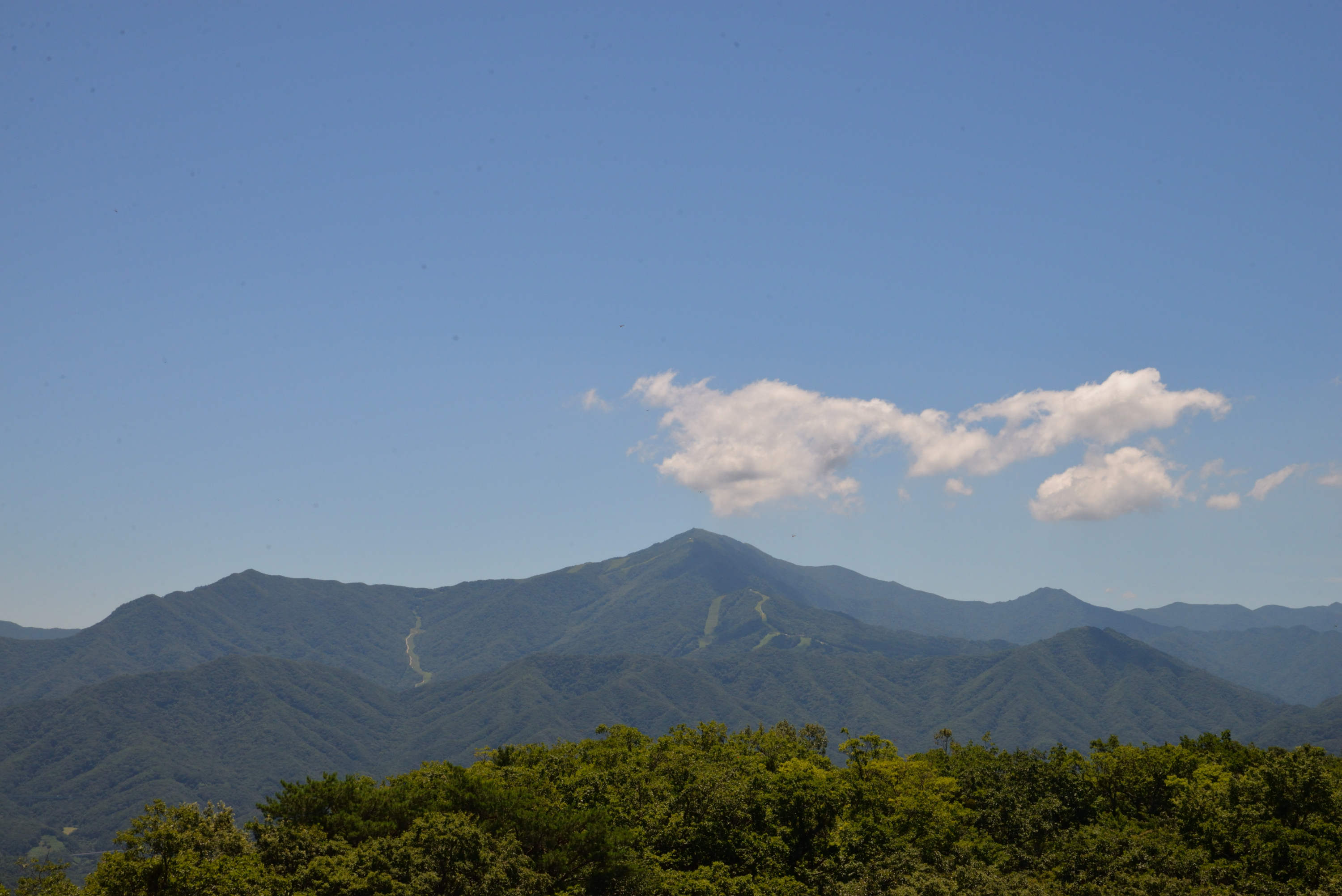
적상산 전망대에서 바라본 무주덕유산리조트와 덕유산 향로봉, 설천봉, 만선봉

## 같이 보기
- 한국의 산
- 무주덕유산리조트